# Вуглець-14
Вугле́ць-14 (лат. C-14, історичні назви ра́діовугле́ць, ра́діокарбо́н) — радіоактивний нуклід хімічного елемента вуглецю з атомним номером 6 і масовим числом 14.
Вуглець-14 є одним із природних радіоактивних ізотопів. 27 лютого 1940 року його вперше виявили під час своїх експериментів американські фізики Мартін Девід Кеймен та Самуел Рубен. Період його напіврозпаду, що становить 5730 ± 30 років, був встановлений пізніше (Мартін Кеймен у своїх перших експериментах отримав 2700 і 4000 років, Ліббі 1951 року прийняв час напіврозпаду у 5568 ± 30 років). Це дало змогу використовувати цей ізотоп для встановлення віку радіоактивним шляхом у геології при датуванні біоматеріалів віку до 50 000 років. Найчастіше використовується у льодовиковій та післяльодовиковій геології, в археології, а також у фізиці атмосфери, геоморфології, гляціології, гідрології та ґрунтознавстві, у фізиці космічних променів, фізиці Сонця і в біології, не лише для датувань, але і як трасер різних природних процесів.
Вуглець-14 утворюється в атмосфері з азоту-14 під впливом космічних променів. Відносний вміст вуглецю-14 у відношенні до «звичайного» (вуглецю-12) в атмосфері залишається приблизно постійним (приблизно 1:1012). Як і звичайний вуглець, 14C вступає у реакцію з киснем, утворюючи вуглекислий газ, який потрібен рослинам у процесі фотосинтезу.  Люди та різні тварини потім споживають рослини та виготовлені з них продукти в їжу, засвоюючи таким чином і вуглець-14.

## Утворення та розпад
Вуглець-14 утворюється у верхніх шарах тропосфери та стратосфери внаслідок поглинання атомами азоту-14 теплових нейтронів (реакція (n-p)), які, своєю чергою, є результатом взаємодії космічних променів та сполук атмосфери:
{\displaystyle \mathrm {~_{0}^{1}n} +\mathrm {~_{7}^{14}N} \rightarrow \mathrm {~_{6}^{14}C} +\mathrm {~_{1}^{1}H} .}
Переріз процесу 14N(n, p) 14C достатньо високий (1,83 барн). Він у 25 разів вище, ніж перетин конкуруючого процесу — радіатівного захоплення теплового нейтрона 14N(n, γ) 15N.
З найбільшою швидкістю вуглець-14 утворюється на висоті від 9 до 15 км на високих геомагнітних широтах, проте потім він рівномірно розподіляється по всій атмосфері.
Ще один природний канал утворення вуглецю-14 — відбувається з дуже малою ймовірністю кластерний розпад деяких важких ядер, що входять до радіоактивних рядів. Останнім часом виявлений розпад з емісією вуглецю-14 ядер 224Ra (ряд торію), 223Ra (ряд урану-актинію), 226Ra (ряд урану-радію); передбачений, але експериментально не виявлений аналогічний процес для інших природних важких ядер (кластерна емісія вуглецю-14 виявлена також для відсутніх у природі нуклідів 221Fr, 221Ra, 222Ra та 225Ac). Швидкість утворення радіогенного вуглецю-14 з цього каналу занадто мала порівняно зі швидкістю утворення космогенного вуглецю-14.
Вуглець-14 зазнає β--розпад, внаслідок розпаду утворюється стабільний нуклід 14N (виділяється енергія 156,476 (4) кеВ) :
{\displaystyle \mathrm {~_{6}^{14}C} \rightarrow \mathrm {~_{7}^{14}N} +e^{-}+{\bar {\nu }}_{e}.}